# Ilex robusta
Ilex robusta är en järneksväxtart som beskrevs av Chang Jiang Tseng. Ilex robusta ingår i släktet järnekar, och familjen järneksväxter. Inga underarter finns listade i Catalogue of Life.